# Volley Bergamo 2015-2016
Questa voce raccoglie le informazioni riguardanti il Volley Bergamo nelle competizioni ufficiali della stagione 2015-2016.

## Stagione

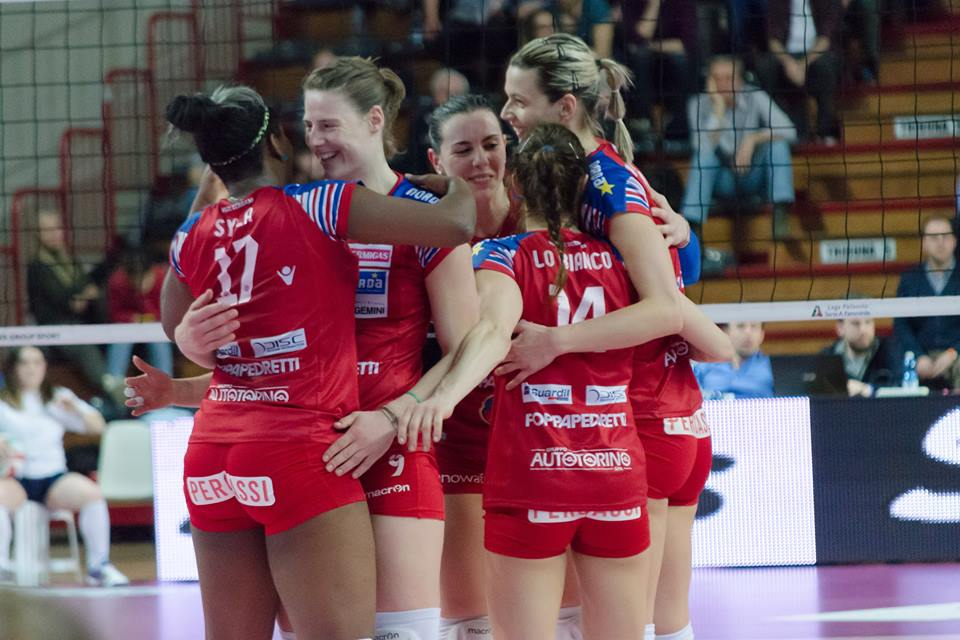
Il Volley Bergamo festeggia dopo un punto

La stagione 2015-16 è per il Volley Bergamo, sponsorizzato dalla Foppapedretti, la ventiduesima consecutiva in Serie A1; viene confermato l'allenatore, Stefano Lavarini, mentre la rosa è in buona parte cambiata con le uniche conferme di Eva Mori, Celeste Plak, Paola Paggi, Benedetta Mambelli e Myriam Sylla: tra i nuovi acquisti quelli di Katarina Barun, Freya Aelbrecht, Eleonora Lo Bianco, Paola Cardullo e Alessia Gennari, mentre tra le cessioni quelle di Jelena Blagojević, Milena Sadurek, Enrica Merlo, Sara Loda e Laura Melandri.
Il campionato si apre con due sconfitte consecutive, mentre la prima vittoria arriva alla terza giornata, in trasferta, contro la Pallavolo Scandicci, a cui seguono altre due vittorie, per poi incappare in una serie di tre stop di fila: nelle ultime quattro giornate del girone di andata, la squadra di Bergamo perde solo contro l'AGIL Volley, ottenendo il sesto posto in classifica e qualificandosi per la Coppa Italia. Il girone di ritorno segue, nella parte iniziale, lo stesso andamento di quello di andata con prima due sconfitte e poi due vittorie: nel prosieguo del torneo il Volley Bergamo ha un'alternanza di risultati positivi e negativi, per poi concludere la regular season con due successi e il settimo posto in classifica. Nei quarti di finale dei play-off scudetto, le orobiche eliminano in due gare le campionesse in carica del Volleyball Casalmaggiore, mentre nelle semifinali sono eliminate dal River Volley, dopo aver perso la terza e decisiva gara.
Grazie al sesto posto al termine del girone di andata della Serie A1 2015-16 il Volley Bergamo partecipa alla Coppa Italia; si qualifica alla Final Four di Ravenna dopo aver battuto il trasferta per 3-0 l'AGIL Volley: in semifinale, sotto di due set, riesce a ribaltare la situazione e aggiudicarsi la partita contro il Volleyball Casalmaggiore. Si aggiudica quindi per la sesta volta il trofeo superando in finale per 3-0 il River Volley.

## Organigramma societario
Area direttiva
- Presidente: Luciano Bonetti
- Vicepresidente: Enrica Foppa Pedretti, Natale Forlani
- Direttore generale: Giovanni Panzetti

Area organizzativa
- Segreteria amministrativa: Francesca Sasselli
- Responsabile relazioni esterne: Andrea Veneziani

Area tecnica
- Allenatore: Stefano Lavarini
- Allenatore in seconda: Simone Angelini
- Scout man: Gianni Bonacina
- Video man: Daniele Turino
- Responsabile settore giovanile: Luigi Sana

Area comunicazione
- Ufficio stampa: Giorgia Marchesi
- Responsabile rapporto istituzioni: Patrizio Ginelli

Area marketing
- Responsabile ufficio marketing: Stefano Calvo, Massimo De Stefano

Area sanitaria
- Medico: Attilio Bernini, Fabrizio Caroli
- Preparatore atletico: Danilo Bramard
- Fisioterapista: Giuseppe Ferrenti
- Osteopata: Luca Gastoldi

## Rosa
| N° | Nome               | Ruolo | Data di nascita   | Nazionalità sportiva |
| -- | ------------------ | ----- | ----------------- | -------------------- |
| 1  | Eva Mori           | P     | 13 marzo 1996     | Slovenia             |
| 4  | Celeste Plak       | S/O   | 26 ottobre 1995   | Paesi Bassi          |
| 5  | Laura Frigo        | C     | 26 ottobre 1990   | Italia               |
| 6  | Alessia Gennari    | S     | 3 novembre 1991   | Italia               |
| 7  | Paola Cardullo     | L     | 18 marzo 1982     | Italia               |
| 9  | Freya Aelbrecht    | C     | 10 febbraio 1990  | Belgio               |
| 10 | Paola Paggi        | C     | 6 dicembre 1976   | Italia               |
| 13 | Katarina Barun     | S/O   | 1º dicembre 1983  | Croazia              |
| 14 | Eleonora Lo Bianco | P     | 22 dicembre 1979  | Italia               |
| 15 | Vesna Čitaković    | C     | 3 febbraio 1979   | Serbia               |
| 16 | Benedetta Mambelli | S     | 21 settembre 1995 | Italia               |
| 17 | Myriam Sylla       | S     | 8 gennaio 1995    | Italia               |

## Mercato
| Acquisti | Acquisti           | Acquisti      | Acquisti   |
| R.       | Nome               | da            | Modalità   |
| -------- | ------------------ | ------------- | ---------- |
| C        | Freya Aelbrecht    | Busto Arsizio | definitivo |
| S/O      | Katarina Barun     | AGIL          | definitivo |
| L        | Paola Cardullo     | River         | definitivo |
| C        | Vesna Čitaković    | Stella Rossa  | definitivo |
| C        | Laura Frigo        | Soverato      | definitivo |
| S        | Alessia Gennari    | Casalmaggiore | definitivo |
| P        | Eleonora Lo Bianco | Fenerbahçe    | definitivo |

| Cessioni | Cessioni          | Cessioni        | Cessioni   |
| R.       | Nome              | a               | Modalità   |
| -------- | ----------------- | --------------- | ---------- |
| S        | Jelena Blagojević | İdman Ocağı     | definitivo |
| C        | Alesha Deesing    | -               | ritirata   |
| S        | Sara Loda         | Savino Del Bene | definitivo |
| C        | Laura Melandri    | River           | definitivo |
| L        | Enrica Merlo      | Savino Del Bene | definitivo |
| P        | Milena Sadurek    | Impel           | definitivo |

## Risultati

### Serie A1

#### Girone di andata
| 1ª giornata - 18 ottobre 2015 PalaVerde, Villorba                  | Imoco                  | 3 - 1 | Bergamo       | 29-31, 25-19, 25-23, 29-27        |
| 2ª giornata - 24 ottobre 2015 PalaNorda, Bergamo                   | Bergamo                | 1 - 3 | Casalmaggiore | 25-23, 14-25, 13-25, 20-25        |
| 3ª giornata - 1º novembre 2015 Palazzetto dello Sport, Scandicci   | Savino Del Bene        | 1 - 3 | Bergamo       | 26-28, 19-25, 25-16, 19-25        |
| 5ª giornata - 8 novembre 2015 PalaNorda, Bergamo                   | Bergamo                | 3 - 0 | San Casciano  | 25-14, 25-19, 25-14               |
| 6ª giornata - 15 novembre 2015 PalaNorda, Bergamo                  | Bergamo                | 3 - 0 | Busto Arsizio | 25-20, 25-21, 25-20               |
| 7ª giornata - 22 novembre 2015 Palasport Città di Vicenza, Vicenza | Obiettivo Risarcimento | 3 - 1 | Bergamo       | 18-25, 25-17, 25-20, 25-22        |
| 8ª giornata - 29 novembre 2015 PalaYamamay, Busto Arsizio          | Club Italia            | 3 - 2 | Bergamo       | 25-20, 27-25, 22-25, 13-25, 15-13 |
| 9ª giornata - 2 dicembre 2015 PalaNorda, Bergamo                   | Bergamo                | 1 - 3 | River         | 24-26, 25-15, 17-25, 20-25        |
| 10ª giornata - 6 dicembre 2015 PalaGeorge, Montichiari             | Flero                  | 1 - 3 | Bergamo       | 25-20, 17-25, 20-25, 19-25        |
| 11ª giornata - 13 dicembre 2015 PalaNorda, Bergamo                 | Bergamo                | 2 - 3 | AGIL          | 19-25, 25-22, 25-15, 24-26, 15-17 |
| 12ª giornata - 19 dicembre 2015 PalaNorda, Bergamo                 | Bergamo                | 3 - 0 | LJ            | 25-16, 25-18, 25-18               |
| 13ª giornata - 22 dicembre 2015 PalaResia, Bolzano                 | Neruda                 | 0 - 3 | Bergamo       | 22-25, 19-25, 23-25               |

#### Girone di ritorno
| 14ª giornata - 16 gennaio 2016 PalaNorda, Bergamo            | Bergamo       | 0 - 3 | Imoco                  | 23-25, 17-25, 16-25               |
| 15ª giornata - 24 gennaio 2016 PalaRadi, Cremona             | Casalmaggiore | 3 - 1 | Bergamo                | 25-27, 25-19, 25-23, 25-21        |
| 16ª giornata - 31 gennaio 2016 PalaNorda, Bergamo            | Bergamo       | 3 - 1 | Savino Del Bene        | 25-23, 25-16, 24-26, 25-22        |
| 18ª giornata - 7 febbraio 2016 Nelson Mandela Forum, Firenze | San Casciano  | 0 - 3 | Bergamo                | 22-25, 17-25, 19-25               |
| 19ª giornata - 14 febbraio 2016 PalaYamamay, Busto Arsizio   | Busto Arsizio | 0 - 3 | Bergamo                | 15-25, 23-25, 20-25               |
| 20ª giornata - 21 febbraio 2016 PalaNorda, Bergamo           | Bergamo       | 1 - 3 | Obiettivo Risarcimento | 25-13, 28-30, 25-27, 22-25        |
| 21ª giornata - 28 febbraio 2016 PalaNorda, Bergamo           | Bergamo       | 3 - 0 | Club Italia            | 25-13, 25-20, 25-20               |
| 22ª giornata - 3 marzo 2016 PalaBanca, Piacenza              | River         | 3 - 0 | Bergamo                | 25-22, 25-15, 25-23               |
| 23ª giornata - 6 marzo 2016 PalaNorda, Bergamo               | Bergamo       | 3 - 0 | Flero                  | 25-15, 25-16, 27-25               |
| 24ª giornata - 13 aprile 2016 PalaTerdoppio, Novara          | AGIL          | 3 - 2 | Bergamo                | 16-25, 25-19, 28-26, 22-25, 15-12 |
| 25ª giornata - 26 marzo 2016 PalaPanini, Modena              | LJ            | 2 - 3 | Bergamo                | 20-25, 25-16, 28-26, 18-25, 11-15 |
| 26ª giornata - 2 aprile 2016 PalaNorda, Bergamo              | Bergamo       | 3 - 1 | Neruda                 | 25-18, 21-25, 25-21, 25-17        |

#### Play-off scudetto
| Quarti di finale (gara 1) - 13 aprile 2016 PalaNorda, Bergamo | Bergamo       | 3 - 0 | Casalmaggiore | 25-16, 25-15, 25-22        |
| Quarti di finale (gara 2) - 15 aprile 2016 PalaRadi, Cremona  | Casalmaggiore | 1 - 3 | Bergamo       | 21-25, 15-25, 25-20, 18-25 |
| Semifinali (gara 1) - 20 aprile 2016 PalaNorda, Bergamo       | Bergamo       | 1 - 3 | River         | 21-25, 25-18, 19-25, 26-28 |
| Semifinali (gara 2) - 22 aprile 2016 PalaBanca, Piacenza      | River         | 1 - 3 | Bergamo       | 25-21, 19-25, 19-25, 23-25 |
| Semifinali (gara 3) - 24 aprile 2016 PalaBanca, Piacenza      | River         | 3 - 1 | Bergamo       | 28-26, 23-25, 25-16, 25-20 |

### Coppa Italia

#### Fase a eliminazione diretta
| Quarti di finale - 17 febbraio 2016 PalaTerdoppio, Novara | AGIL          | 0 - 3 | Bergamo | 18-25, 21-25, 18-25               |
| Semifinali - 19 marzo 2016 PalaDeAndré, Ravenna           | Casalmaggiore | 2 - 3 | Bergamo | 25-19, 25-11, 22-25, 22-25, 13-15 |
| Finale - 20 marzo 2016 PalaDeAndré, Ravenna               | River         | 0 - 3 | Bergamo | 23-25, 25-27, 17-25               |

## Statistiche

### Statistiche di squadra
| Competizione | Punti | In casa | In casa | In casa | In trasferta | In trasferta | In trasferta | Totale | Totale | Totale |
| Competizione | Punti | G       | V       | P       | G            | V            | P            | G      | V      | P      |
| ------------ | ----- | ------- | ------- | ------- | ------------ | ------------ | ------------ | ------ | ------ | ------ |
| Serie A1     | 41    | 14      | 8       | 6       | 15           | 8            | 7            | 29     | 16     | 13     |
| Coppa Italia | -     | -       | -       | -       | 1            | 1            | 0            | 3      | 3      | 0      |
| Totale       | -     | 14      | 8       | 6       | 16           | 9            | 7            | 32     | 19     | 13     |

G = partite giocate; V = partite vinte; P = partite perse

### Statistiche dei giocatori
| Giocatore    | Serie A1 | Serie A1 | Serie A1 | Serie A1 | Serie A1 | Coppa Italia | Coppa Italia | Coppa Italia | Coppa Italia | Coppa Italia | Totale | Totale | Totale | Totale | Totale |
| Giocatore    | P        | PT       | AV       | MV       | BV       | P            | PT           | AV           | MV           | BV           | P      | PT     | AV     | MV     | BV     |
| ------------ | -------- | -------- | -------- | -------- | -------- | ------------ | ------------ | ------------ | ------------ | ------------ | ------ | ------ | ------ | ------ | ------ |
| F. Aelbrecht | 29       | 258      | 178      | 67       | 13       | 3            | 27           | 15           | 12           | 0            | 32     | 285    | 193    | 79     | 13     |
| K. Barun     | 29       | 503      | 416      | 46       | 41       | 3            | 43           | 37           | 4            | 2            | 32     | 546    | 453    | 50     | 43     |
| P. Cardullo  | 29       | -        | -        | -        | -        | 3            | -            | -            | -            | -            | 32     | -      | -      | -      | -      |
| V. Čitaković | 6        | 31       | 16       | 14       | 1        | 2            | 9            | 7            | 2            | 0            | 8      | 40     | 23     | 16     | 1      |
| L. Frigo     | 19       | 65       | 42       | 19       | 4        | 1            | 0            | 0            | 0            | 0            | 20     | 65     | 42     | 19     | 4      |
| A. Gennari   | 29       | 285      | 235      | 28       | 22       | 3            | 34           | 31           | 3            | 0            | 32     | 319    | 266    | 31     | 22     |
| E. Lo Bianco | 29       | 51       | 17       | 29       | 5        | 3            | 4            | 2            | 2            | 0            | 32     | 55     | 19     | 31     | 5      |
| B. Mambelli  | 8        | 2        | 1        | 0        | 1        | 1            | 0            | 0            | 0            | 0            | 9      | 2      | 1      | 0      | 1      |
| E. Mori      | 24       | 3        | 2        | 1        | 0        | 2            | 0            | 0            | 0            | 0            | 26     | 3      | 2      | 1      | 0      |
| P. Paggi     | 26       | 140      | 92       | 45       | 3        | 3            | 5            | 4            | 1            | 0            | 29     | 145    | 96     | 46     | 3      |
| C. Plak      | 25       | 269      | 218      | 17       | 34       | 3            | 40           | 35           | 3            | 2            | 28     | 309    | 253    | 20     | 36     |
| M. Sylla     | 26       | 230      | 198      | 20       | 12       | 3            | 22           | 17           | 4            | 1            | 29     | 252    | 215    | 24     | 13     |

P = presenze; PT = punti totali; AV = attacchi vincenti; MV = muri vincenti; BV = battute vincenti